# Charles Doolittle Walcott
Charles Doolittle Walcott (New York Mills, 31 marzo 1850 – Washington, 9 febbraio 1927) è stato un geologo e paleontologo statunitense.

## Biografia
Dopo gli studi condotti ad Utica, si è presto appassionato di paleontologia, che ha approfondito da autodidatta, perfezionandosi al seguito - in qualità di assistente - di James Hall. Nel 1879 è entrato a far parte del Servizio geologico statunitense, di cui è stato direttore dal 1894 al 1907. Da quest'ultima data, e sino al 1927, è stato segretario dello Smithsonian Institution.
Walcott è considerato il fondatore della paleobiologia precambriana. Infatti, sebbene il suo nome sia maggiormente conosciuto per la scoperta dell'Argillite di Burgess, il giacimento di fossili animali del periodo medio-cambriano che ha visitato a più riprese fra il 1907 e il 1910, Walcott ha scoperto le prime cellule fossili pre-cambriane, e segnatamente una stromatolite prima nota come alga Cryptozoon, così come le prime cellule fossili di acritarco, da lui chiamata chuaria, nonché delle cellule più piccole riferibili a batteri precambriani, i batteri porpora.
Tra le migliaia di generi di fossili da lui scoperti, di cui 65.000 provenienti dalla ricordata area di Burgess Shale nella Columbia Britannica, figurano la hallucigenia, la nectocaris pteryx, la canadaspis, la burgessia bella, la lecythioscopa simplex, la eldonia, la tuzoia, la marrella splendens, la aysheaia pedunculata, la laggania cambria, la pollingeria grandis, la sidneyia inexpectans, la wiwaxia corrugata, la opabinia regalis, la worthenella cambria, la naraoia, la portalia mira, la banffia, la yohoia tenuis, la amiskwia, la pikaia gracilens, la hurdia victoria, lo haplophrentis, il dinomischus, lo odontogriphus omalus e la waptia. Si è occupato anche della fauna cambriana della Cina.
Tra i fondatori del Carnegie Institution, socio dell'Accademia dei Lincei, Walkott è stato presidente della Società Geologica d'America nel 1901, dell'Accademia Americana delle Scienze (che ogni 5 anni dal 1934 onora il suo nome con il conferimento della Medaglia Charles Doolittle Walcott) dal 1917 al 1923 e dell'Associazione Americana per il Progresso delle Scienze nel 1923. Nel 1895 è stato insignito della Medaglia Bigsby. Nel 1907 è stato nominato Segretario della Smithsonian Institution, carica che ha ricoperto fino al 1927. Nel 1909 è stato insignito della laurea honoris causa dall'Università di Cambridge e nel 1918 è stato decorato della medaglia Wollaston.
Alla morte, la sua salma fu inumata nel cimitero di Rock Creek a Washington.